# Coteaux-de-coiffy
Le coteaux-de-coiffy, appelé vin de pays des coteaux de Coiffy jusqu'en 2009, est un vin français d'indication géographique protégée (le nouveau nom des vins de pays) de zone, produit dans la micro-région naturelle française d'Apance-Amance, au sud-est du département de la Haute-Marne.

## Dénomination-localisation
La dénomination « Vin de pays des coteaux de Coiffy » a été définie par un décret du 2 novembre 1989, modifié par des décrets du 12 juin 2001, du 25 septembre 2001, du 16 février 2004, du 14 décembre 2005, et du 27 octobre 2008. Le nouveau cahier des charges de l'appellation est paru au BO de l'agriculture le 23-12-2011.
Pour en bénéficier, les vins doivent être issus de vendanges réalisées sur les territoires des communes de Coiffy-le-Haut, Coiffy-le-Bas et Laneuvelle. La zone couverte par cette dénomination est complantée d'environ 26 hectares de vignobles de coteaux. 
Le rendement revendiqué à l'hectare est de 70 hectolitres, le rendement agronomique étant plafonné à 90 hl/ha (l'écart entre ces deux valeurs correspondant aux lies, bourbes et éventuels produits non vinifiés).

## Historique
C'est vraisemblablement au IXe siècle que l'évêque de Langres détacha des religieux à Coiffy pour y implanter un vignoble.
Le vin de Coiffy s'était forgé au fil du temps une solide réputation et au milieu du XIXe siècle les trois quarts des 240 familles de la commune vivaient d'un domaine viticole d'environ 250 hectares. Néanmoins, l'infestation du vignoble européen par le phylloxéra à partir de 1863 fit disparaitre environ la moitié du vignoble français, dont celui de Coiffy. 
En 1983, un groupe d'exploitants agricoles décida de relancer l'activité vinicole, initiative concrétisée par l'obtention de l'actuelle dénomination en 1989.
Les Coteaux-de-coiffy sont promus, depuis 1992, par la confrérie des maîtres-vignerons de Coiffy, dont le grand maître est, depuis 2017, Claude Piquard.

## Cépages et vins

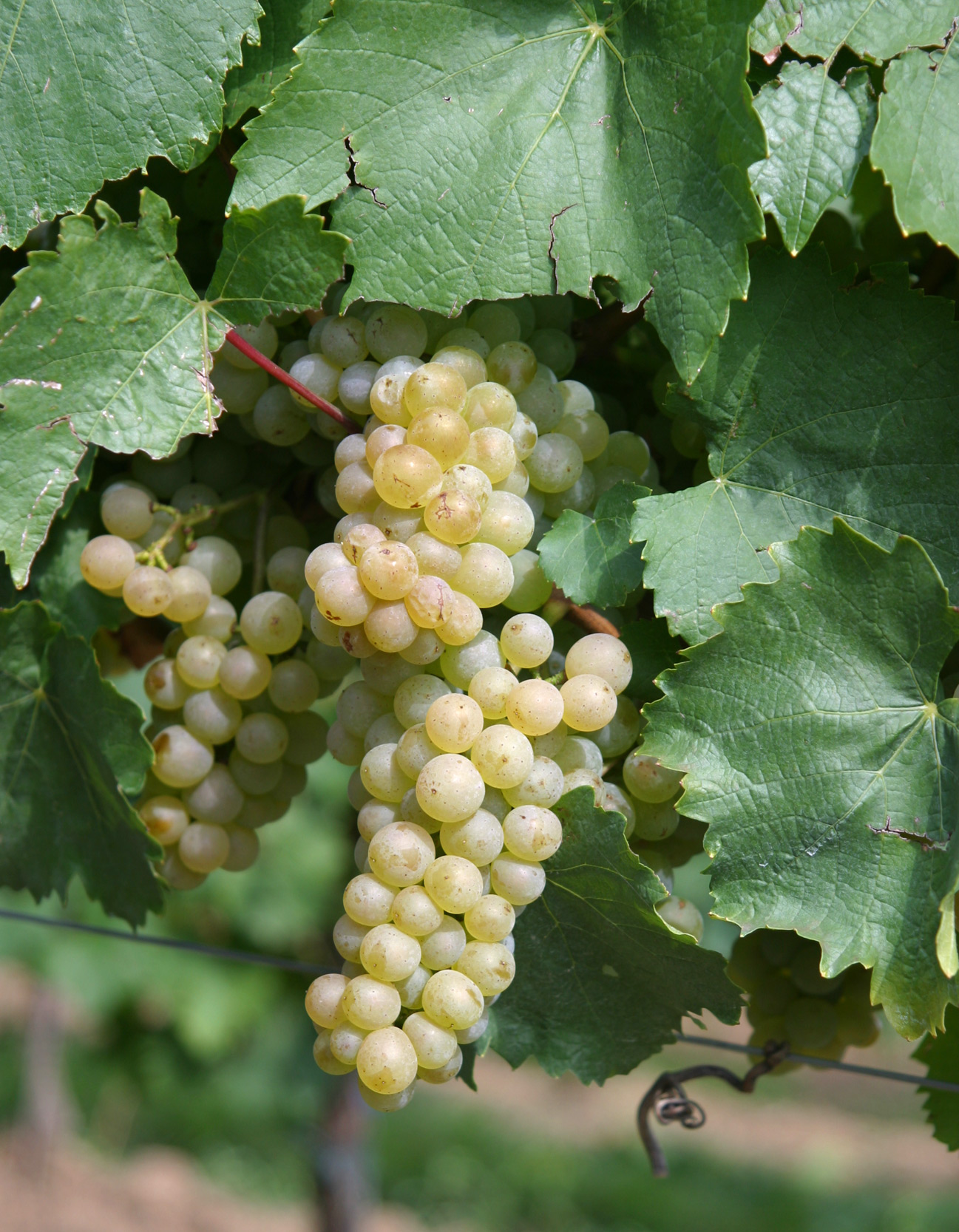
Auxerrois, un des cépages du vignoble de Coiffy.

L'encépagement défini pour la dénomination répond parfaitement à l'ampélographie du terroir, les cépages retenus composant une belle palette aromatique.
- pour les rouges et rosés : gamay noir à jus blanc, pinot noir, meunier et gamaret; auxquels merlot et syrah ont été ajoutés en 2011.
- pour les blancs : chardonnay, pinot gris, auxerrois, pinot blanc, aligoté, arbane et petit meslier; auxquels viognier et gewurztraminer ainsi que 4 variétés de muscats ont été ajoutés en 2011.

## Terroir viticole
Le domaine viticole s'étage entre environ 300 et 400 mètres d'altitude, sur des coteaux à forte déclivité en marge occidentale d'une des digitations des plateaux de la Saône. Ces coteaux, situés en têtes d'étroites vallées du bassin amont de la Petite-Amance (affluent de l'Amance) s'ouvrant vers le sud-ouest, sont abrités des vents du nord et bénéficient d'une très bonne exposition solaire.
Les vignobles sont établis sur des substrats détritiques d'argiles marno-gréseuses (grès-rhétien, dolomie de Beaumont du Lacien et marnes irisées du Keuper-supérieur).

## Conduite de la vigne
Le  mode de conduite « en lyre » permettant d'obtenir des vignes liantes et larges convient très bien au climat semi-continental du nord-est de la France. La lyre est constituée de deux piquets disposés en V, à l'image de l'instrument de musique. Les ceps (pieds de vigne) étant alignés au centre, les pampres forment deux rideaux de végétation bien distincts maximisant l'exposition foliaire et la qualité végétative. La maîtrise du processus de maturation du raisin en est ainsi optimisée. 

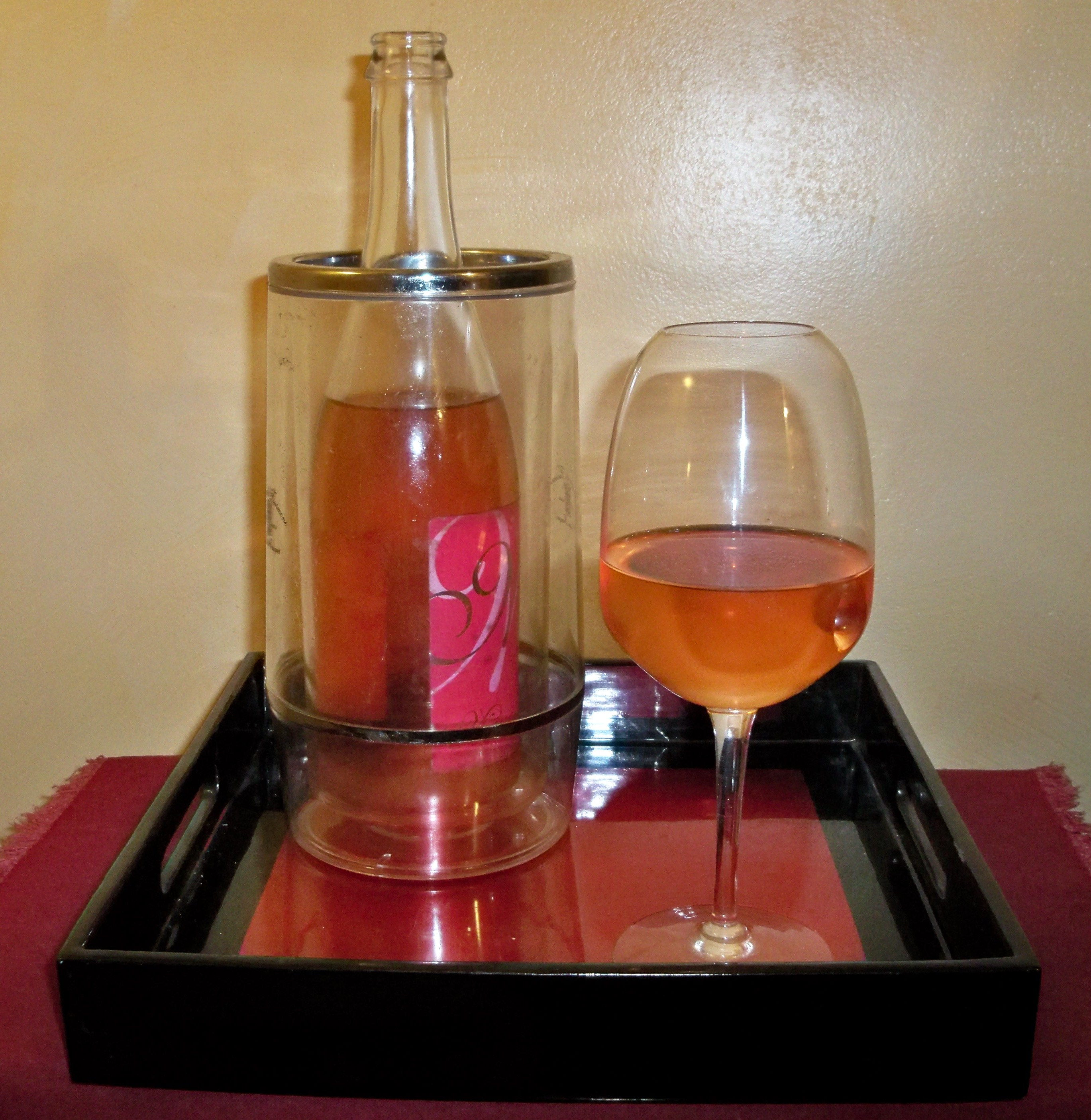
Dégustation de rosé des coteaux-de-coiffy

Les vins produits sont très aromatiques tout en bénéficiant d'un titre volumique et d'une structure leur conférant une bonne aptitude au vieillissement. Ils peuvent ainsi être dégustés aussi bien jeunes « sur le fruit » que comme vins de garde.

## Distinctions qualitatives et dégustation
Depuis l'attribution de la dénomination par l'Institut national de l'origine et de la qualité en 1989, les vins de Coiffy se voient régulièrement primés par diverses distinctions qualitatives, dont celles du Concours général agricole de Paris, les plus reconnues de la filière vinicole. 
Les caves de producteurs sont ouvertes à la dégustation et l'achat direct, tant des œnophiles avertis que des nombreux amateurs de passage.